# James Crichton-Stuart
Lord Patrick James Herbert Crichton-Stuart (* 25. August 1794; † 7. September 1859 in Dumfries House) war ein britischer Politiker.

## Herkunft und Jugend
Er entstammte einer Nebenlinie des Hauses Stuart und wurde als Patrick Stuart als zweiter Sohn von John Stuart, Viscount Mount Stuart, und Elizabeth Crichton geboren. Sein Vater war ein halbes Jahr vor seiner Geburt an den Folgen eines Reitunfalls gestorben, und nach dem Tod seiner Mutter am 25. Juli 1797 war er bereits mit drei Jahren Vollwaise, so dass er auf den Besitzungen seines Großvaters väterlicherseits, John Stuart, 1. Marquess of Bute, aufwuchs. Ab 1808 besuchte er das Eton College und studierte ab 1812 am Christ’s College der Universität Cambridge. Im März 1817 ergänzte er seinen Familiennamen um den der Familie seiner Mutter zu „Crichton-Stuart“. Im selben Jahr wurde ihm der protokollarische Rang eines jüngeren Sohnes eines Marquess anerkannt und durfte das Höflichkeitsprädikat Lord führen.

## Leben
1818 wurde Crichton-Stuart auf Betreiben seines älteren Bruders John, 2. Marquess of Bute, anstelle seines Onkels Evelyn Stuart als Abgeordneter für Cardiff in das House of Commons gewählt. Dabei konnte er sich gegen einen Gegenkandidaten, der von Familie Wood unterstützt wurde, durchsetzen. Obwohl er bis zur Geburt seines Neffen John Patrick 1847 der Erbe seines Bruders war, gehörte er im House of Commons den oppositionellen Whigs anstelle den von seinem Bruder unterstützten Tories an. Dennoch ließ ihn sein Bruder bei den Unterhauswahlen 1820 für Buteshire erneut wählen. Crichton-Stuart stimmte weiterhin meist gegen die Regierung von Lord Liverpool. Nur in Fragen, die die Interessen seines Bruders betrafen, unterstützte er auch die Regierung. Die Pläne seines Bruders zum Ausbau des Hafens von Cardiff stießen auf Widerstand der Glamorgan Canal Company und des Duke of Beaufort, doch Crichton-Stuart konnte mit dem Abgeordneten von Glamorgan, Christopher Cole, und dessen Schwiegersohn und Nachfolger Christopher Rice Mansel Talbot einen Kompromiss erzielen. 1829 unterstützte er Wellingtons Katholikenemanzipation und ab 1831 die Wahlrechtsreform, weshalb sein Bruder zeitweise drohte, ihm die Unterstützung zu entziehen. 
Bei den Wahlen von 1832 wurde er in seinem neu aufgeteilten Wahlkreis nicht wiedergewählt, doch mit Unterstützung seines Bruders wurde er 1834 durch Nachwahl im schottischen Wahlkreis Ayr Burghs wieder in das House of Commons gewählt. Bis 1852 blieb er für die Liberal Party Abgeordneter von Ayr Burghs, 1857 wurde er noch einmal für Ayrshire in das House of Commons gewählt. Von 1854 bis zu seinem Tod war er Lord Lieutenant von Bute.

## Familie und Nachkommen
Crichton-Stuart heiratete am 13. Juli 1818 Hannah Tighe, eine Tochter von William Tighe aus Woodstock in Kilkenny in Irland. Mit ihr hatte er zwei Söhne und eine Tochter, darunter
- James Frederick Dudley Crichton-Stuart (1824–1891);
- Herbert Crichton-Stuart (1827–1891).